# Nearctaphis zabapsis
Nearctaphis zabapsis är en insektsart som först beskrevs av Richards 1969.  Nearctaphis zabapsis ingår i släktet Nearctaphis och familjen långrörsbladlöss. Inga underarter finns listade i Catalogue of Life.